# متلازمة العالم الشرير
متلازمة العالم الشرير هي انحياز معرفي مقترح حيث قد يرى الناس أن العالم أكثر خطورة مما هو عليه في الواقع. ويرجع ذلك إلى التعرض المستمر للمحتوى المتعلق بالعنف في وسائل الإعلام الجماعية المختلفة لفترات طويلة، تتراوح بين المتوسطة إلى الكثيفة. في المراحل الأولى من البحث، تمت مناقشة متلازمة العالم الشرير فقط كتأثير لمشاهدة التلفزيون. ومع ذلك، أصبح من الواضح أن منصات التواصل الاجتماعي تلعب أيضًا دورًا رئيسيًا في انتشار متلازمة العالم الشرير.

معدل جرائم القتل في الولايات المتحدة (الخط الأزرق): يمكن ملاحظة أن معدل جرائم القتل اليوم يشبه معدل الخمسينيات، وأقل بكثير مما كان عليه في السبعينيات والثمانينيات. ومع ذلك، فإن معظم الناس يتصورون أن معدلات الجريمة ستكون أسوأ.

معدل جرائم القتل في أوروبا الغربية منذ عام 1300: مرة أخرى، نشهد انخفاضًا حادًا.

يؤكد أنصار هذه المتلازمة، التي صاغها أستاذ الاتصالات جورج جربنر في السبعينيات، أن المشاهدين الذين يتعرضون للمحتوى المرتبط بالعنف يمكن أن يواجهوا زيادة في الخوف والقلق والتشاؤم وحالة يقظة شديدة ردًا على التهديدات المتصورة. من خلال دراسة متلازمة العالم الشرير، وجد أن وسائل الإعلام بجميع أنواعها لديها القدرة على التأثير بشكل مباشر والإشراف على آراء ومعتقدات الأفراد حول العالم.

## تاريخ
مصطلح متلازمة العالم الشرير تمت صياغته في أواخر الستينيات من قبل أستاذ الاتصالات الأمريكي جورج جربنر، الذي استكشفت أعماله آثار التلفزيون على المشاهدين، وخاصة وسائل الإعلام العنيفة.

### مشروع المؤشرات الثقافية ونظرية الزراعة
في عام 1968، أسس جورج جربنر مشروع المؤشرات الثقافية (CIP)، وهو تحليل رائد لتأثير التلفزيون على مواقف الناس وتصوراتهم للعالم. احتفظ جربنر بقاعدة بيانات تضم أكثر من 3000 برنامج تلفزيوني و35000 شخصية والتي وثقت الاتجاهات في المحتوى التلفزيوني وكيف تؤثر هذه التغييرات على تصورات المشاهدين للعالم.
كان مشروع المؤشرات الثقافية (CIP) يستخدم بشكل خاص لتحليل نظرية زراعة جربنر، والتي تشير إلى أن التعرض لوسائل الإعلام بمرور الوقت "يزرع" تصورات المشاهدين للواقع من خلال الصور والرسائل الأيديولوجية التي يتم عرضها في أوقات الذروة على التلفزيون الرئيسي، أو التلفزيون الشعبي. يؤثر هذا المحتوى بشكل كبير على إدراك الأحداث، وبالتالي يمكن أن يشوه تصور المرء للعالم الحقيقي. تؤكد نظرية الزرع أنه "كلما زاد الوقت الذي يقضيه الناس في العيش في عالم التلفزيون، زاد احتمال اعتقادهم بأن الواقع الاجتماعي يتوافق مع الواقع الذي يتم تصويره على شاشة التلفزيون". في عام 1968، أجرى جربنر دراسة استقصائية (استطلاع) للتحقق من صحة نظرية الزراعة وفرضيته القائلة بأن مشاهدة التلفزيون على نطاق واسع يؤثر على مواقف الفرد ومعتقداته تجاه العالم. من خلال تصنيف المشاركين في الاستطلاع إلى ثلاث مجموعات: "المشاهدون الخفيفون" (أقل من ساعتين يوميًا)، و"المشاهدون المتوسطون" (2-4 ساعات يوميًا)، و"المشاهدون الثقيلون" (أكثر من 4 ساعات يوميًا). وجد جربنر أن المجموعة الأخيرة كانت تحمل معتقدات وآراء مشابهة لتلك التي يتم تصويرها على شاشات التلفزيون بدلاً من تلك المبنية على ظروف العالم الحقيقي، مما يدل على التأثير المركب لتأثير وسائل الإعلام. لقد عانى هؤلاء "المشاهدون الثقيلون" من الخجل والوحدة والاكتئاب أكثر بكثير من أولئك الذين لم يشاهدوا التلفزيون أو لم يشاهدوه بالقدر نفسه تقريبًا.
وفقًا لذلك، وضعت نظرية الزراعة الأساس النظري لمتلازمة العالم الشرير، والتي حددها جربنر في مشروع المؤشرات الثقافية، إنه الظاهرة التي يكون فيها الأشخاص الذين يشاهدون التلفاز بكميات متوسطة إلى كبيرة ينظرون إلى العالم على أنه مكان خطير ومخيف.

### نتائج البحث
أكدت نتائج مشروع المؤشرات الثقافية عدة جوانب من فرضيات جربنر. وجد جربنر علاقة مباشرة بين مقدار التلفزيون الذي يشاهده الفرد ومقدار الخوف الذي يميل إليه هذا الفرد بشأن أن يكون ضحية في الحياة اليومية. وهذا يعني أن الأشخاص الذين شاهدوا التلفزيون بمستويات متوسطة إلى عالية ينظرون إلى العالم على أنه مكان أكثر ترويعا وقسوة من المشاهدين الذين شاهدوا التلفزيون أقل. وعلاوة على ذلك، كان المشاهدون الذين يتابعون التلفزيون بمعدلات عالية يعتقدون أيضًا أن هناك حاجة إلى قدر أكبر من الحماية من قبل السلطات الأمنية، وأفادوا بأن معظم الناس "لا يمكن الوثوق بهم" وأنهم "ينظرون إلى أنفسهم فقط". عززت هذه النتائج مخاوف جربنر بشأن التعرض للعنف الإعلامي. وقال: "إن نتيجة المشاهدة المنتظمة أو المكثفة للتلفزيون هي تطبيع السلوك غير الصحي والعنيف. إنه زراعة لفهم أن مفهوم [العنف] هو أمر طبيعي ومقبول في المجتمع".

كان جربنر قلقًا بشكل خاص بشأن تأثير وسائل الإعلام العنيفة على الأطفال. ومن خلال مشروع المؤشرات الثقافية وجد جربنر أن الأطفال شاهدوا حوالي 8000 جريمة قتل على شاشة التلفزيون بحلول نهاية المدرسة الابتدائية، وحوالي 200000 عمل عنيف بحلول سن الثامنة عشر. صرح جربر:
أظهرت دراساتنا أن النمو منذ الطفولة وحتى البلوغ مع هذا النظام غير المسبوق من العنف له ثلاث عواقب، والتي أسميها بالتوازي "متلازمة العالم الشرير". ما يعنيه هذا هو أنك إذا نشأت في منزل حيث يوجد أكثر من ثلاث ساعات من مشاهدة التلفاز يوميًا، فمن الناحية العملية فإنك تعيش في عالم أكثر قسوة -وتتصرف وفقًا لذلك- من جارك الذي يعيش في نفس العالم في المنزل المجاور لك ولكن يشاهد التلفاز بشكل أقل. تعزز البرمجة أسوأ المخاوف والهلع وجنون العظمة لدى الناس.
في عام 1981، أخذ جربنر النتائج التي توصل إليها وأدلى بشهادته أمام لجنة فرعية تابعة للكونجرس حول الضرر الذي يعتقد أن وسائل الإعلام العنيفة تلحقه بالأمريكيين، وخاصة الأطفال. وشرح قائلًا: "الأشخاص الخائفين هم أكثر تبعيةً، ويسهل التلاعب بهم والسيطرة عليهم، وأكثر عرضة لإجراءات بسيطة وقوية وقاسية وخادعة وإجراءات متشددة". ومنذ ذلك الحين، نظرت مئات الدراسات والعديد من جلسات الاستماع في الكونجرس في قضية العنف في وسائل الإعلام ويتم التوصل دائمًا إلى نفس النتيجة: أنه يمكن للتلفزيون أن ينشر السلوك العنيف ويشوه تصورات الناس عن العنف والجريمة.

### مؤشر العالم الشرير
أدت نتائج دراسة نظرية الزراعة إلى قيام جيربنر ولاري جروس بتطوير هذه النتائج في عام 1976 باستخدام نتائج مشاريعهم البحثية واسعة النطاق الأخرى. معتقدين أن "أولئك الذين يروون قصصًا عن ثقافة ما يحكمون السلوك البشري حقًا"، وهذا يشير إلى الاعتقاد بأن الأشخاص الذين يروون القصص ويخلقون المحتوى الثقافي لديهم تأثير كبير على سلوك الأفراد وتوجهاتهم. يعني ذلك أن من يروج للقيم والرؤى من خلال الروايات والمحتوى الثقافي يمكن أن يؤثروا بشكل كبير في تشكيل تصورات وتصرفات الناس. ادعى جربنر أن هناك تحولًا ثقافيًا كبيرًا كان يحدث، حيث اعتاد رواة القصص هؤلاء في الماضي "أن يكونوا الأهل، والمدرسة، والكنيسة، والمجتمع" وكان لهم دور كبير في توجيه سلوك الفرد، ولكنهم الآن "حفنة من التكتلات العالمية التي ليس لديها ما تقوله، ولكن لديها الكثير لتبيعه". يعني أن هذه الروايات باتت تأتي من مجمعات عالمية كبيرة تركز أكثر على البيع والتسويق من توجيه القيم والرؤى الثقافية. الفكرة هي أن هؤلاء المروجين للقصص اليوم لا يروونها لتوجيه السلوك وإرشاد الثقافة بقدر ما يروّجون لها لتحقيق ربح. باستخدام هذه النظرية، استكشف جربنر تأثيرات المحتوى المرتبط بالعنف التلفزيوني على مواقف ومعتقدات الفرد حول الجريمة والعنف في العالم، وهو ما أطلق عليه اسم "مؤشر العالم الشرير". نظرًا لأن للتلفزيون أصبح حضورًا متزايدًا في الأسرة الأمريكية المتوسطة وتزايد مقدار العنف على التلفزيون بشكل كبير، أجرى جربنر العديد من الدراسات واسعة النطاق التي دعمت فرضيته: أن أولئك الذين شاهدوا كميات متوسطة إلى كبيرة من التلفزيون يعتقدون أن العالم يكون مكانا أكثر خطورة.

## بحث لاحق

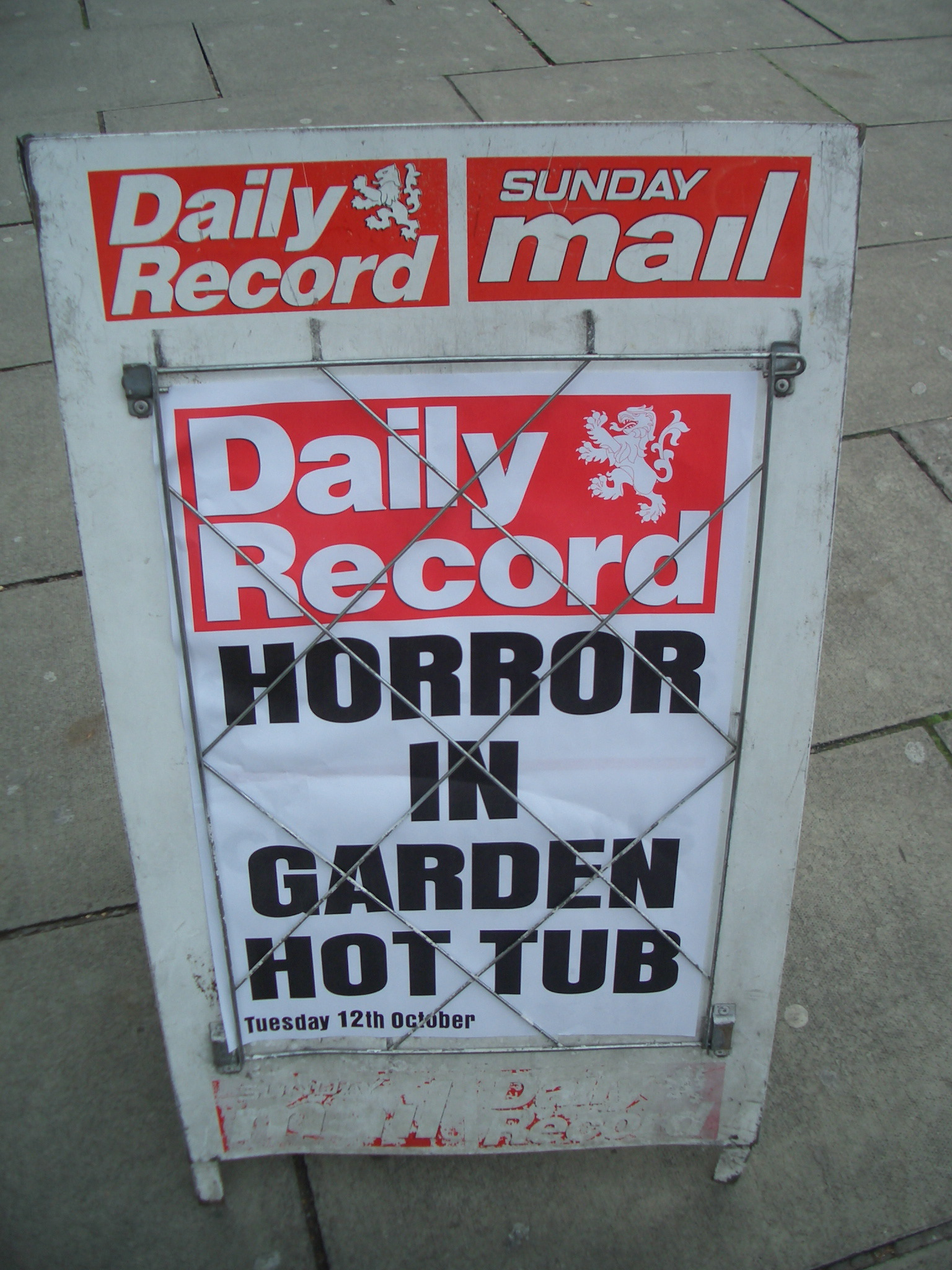
عنوان صحيفة التابلويد في ادنبره.

منذ سبعينيات القرن الماضي، أكدت العديد من الدراسات النتائج التي توصل إليها جربنر بأن المشاهدة المعتدلة إلى الثقيلة للمحتوى المتعلق بالعنف على شاشة التلفزيون تزيد من الاكتئاب والخوف والقلق والغضب والتشاؤم والإجهاد اللاحق للصدمة وتعاطي المخدرات.
في عام 2009، أصدرت الأكاديمية الأمريكية لطب الأطفال بيانًا سياسيًا بشأن العنف الإعلامي خلص إلى أن "هناك أدلة بحثية واسعة النطاق تشير إلى أن العنف في وسائل الاعلام يمكن أن يساهم في السلوك العدواني، وإزالة الحساسية تجاه العنف، والكوابيس، والخوف من التعرض للأذى".
وجدت دراسة أجراها باحثون في جامعة أوكلاهوما عام 2018 أن "هنالك أدلة جيدة تثبت وجود علاقة بين مشاهدة التلفاز الكارثي والنتائج النفسية المختلفة".
في عام 2022، نشر طلاب في قسم الطب النفسي والعلاج النفسي والتدخل المبكر في جامعة لوبلين الطبية في بولندا مقالًا بحثيًا آخر، حيث قام الباحثون بتقييم الروابط بين الإفراط في مشاهدة أنواع مختلفة من الوسائط والظواهر الاجتماعية. ووجد الباحثون أنه عند الإفراط في مشاهدة الوسائط، تؤثر أنواع مختلفة من الوسائط العنيفة على كيفية رؤية المشاهد للعالم.

### تطور وسائل الإعلام
على الرغم من أن تركيز أبحاث جربنر كان منصبًا على مشاهدة التلفزيون، فقد تم التحقق من صحة نظرية الزراعة في الدراسات التي تستكشف أشكالًا مختلفة من الوسائط، مثل الصحف والأفلام وحتى الصور الفوتوغرافية، وبشكل أساسي في أي سياق يحدث فيه المراقبة الاجتماعية بأي شكل من أشكالها خارج البيئة الطبيعية للفرد.
ركزت أبحاث جربنر على التلفزيون، حيث كانت وسائل التواصل الاجتماعي قد ازدهرت للتو في عام 2006 عندما توفي. ومع ذلك، يقوم الباحثون بشكل متزايد بتوسيع تقييماتهم لوسائل الإعلام، ويبحثون على وجه التحديد في تأثيرات وسائل التواصل الاجتماعي وكذلك التلفزيون. تستمر الأبحاث في استكشاف تأثيرات المحتوى المرتبط بالعنف على مستهلكي التلفزيون بكثرة، ولكنها تشعبت أيضًا لاستكشاف الدور الذي تلعبه وسائل التواصل الاجتماعي في استهلاك المحتوى العنيف.
في المجتمع، هناك زيادة في تشابه الأسئلة المطروحة حول تأثير وسائل التواصل الاجتماعي على عواطفنا وتصوراتنا للعالم. على الرغم من أنه من الجديد جدًا استخلاص استنتاجات نهائية، ولكن تشير مجموعة متزايدة من الأدبيات إلى أن وسائل التواصل الاجتماعي يمكن أن يكون لها تأثيرات نفسية مماثلة لتلك المترتبة على مشاهدة التلفزيون، مما يوفر المزيد من الدعم لنظرية جربنر. قال جين كيم، وهو طبيب نفسي في وزارة الخارجية الأمريكية: "إن وسائل التواصل الاجتماعي ليست عميقة مثل مشاهدة حدث ما على شاشة التلفزيون... ولكن إذا كنت مشغولًا بشكل مفرط في حروب التعليقات أو الجدل عبر الإنترنت، فقد تحصل على رؤية منحرفة وتكون عرضة للتأثر بشكل مباشر."

### كوفيد-19 ومتلازمة العالم الشرير
ابتداءً من عام 2019 انتشرت جائحة كوفيد-19 في جميع أنحاء العالم، مسببة اضطرابًا اجتماعيًا شديدًا. لقد دفع الوباء (الجائحة) الأفراد إلى قضاء المزيد من الوقت داخل المنازل وعلى الإنترنت، حيث استهلكوا أشكال مختلفة لا حصر لها من محتوى الوسائط. في ذروة الجائحة، ظهر مصطلح "التمرير السلبي" على تويتر في عام 2020 ليصف فعل تناول المحتوى السلبي بشكل مفرط على وسائل التواصل الاجتماعي. خلال الجائحة ومن أجل متابعة آخر المستجدات وسد فجوة المعلومات بشأن كوفيد-19؛ انخرط العديد من الأشخاص بشكل كبير في فعل التمرير السلبي. ووفقًا لدراسة أجريت في عام 2021، أدى حتى الحد الأدنى من التعرض لأخبار كوفيد-19 السلبية إلى انخفاض فوري في التفاؤل والمشاعر الإيجابية لدى المشاركين.
ألهمت الحركات الاجتماعية مثل حركة حياة السود مهمة دراسات جديدة تربط بين متلازمة العالم الشرير، وجائحة كوفيد-19، وحركة حياة السود مهمة. أظهرت إحدى الدراسات التي أجريت في عام 2020 أن مشاعر القلق كانت مرتبطة بوسائل الإعلام الإخبارية العنيفة أو المزعجة بشأن حركة حياة السود مهمة.

## الفيلم الوثائقيلمتلازمة العالم الشرير
في عام 2010، قامت مؤسسة التعليم الإعلامي بتصوير فيلم وثائقي بعنوان متلازمة العالم الشرير: العنف الإعلامي وزراعة الخوف، يلخص عمل جربنر وآخرين حول تأثيرات وسائل الإعلام العنيفة على آراء الناس ومواقفهم ومعتقداتهم. يُظهر الفيلم الوثائقي جربنر نفسه وهو يتحدث عن بحثه حول العنف في وسائل الإعلام وتأثير ذلك على الجمهور الأمريكي منذ إضافة الصوت إلى التلفزيون في الثلاثينيات. الفيلم رواه مايكل مورغان الذي عمل بشكل وثيق مع جربنر في بحثه حول نظرية الزراعة ومتلازمة العالم الشرير.